# 金本航
金本 航（かねもと わたる、1990年10月10日 - ）は、日本のラグビー選手。

## プロフィール
- 熊本県出身[1]。
- ポジションはナンバーエイト(No.8)。
- 身長 186cm、体重 98kg
- 高校日本代表に選ばれたことがある[2]。

## 略歴
2009年、東福岡高校卒業後、同志社大学に入学する。なお東福岡高校時代、第32回高校東西対抗試合の参加メンバーに選出された。　
2012年、同志社大学ラグビー部の副将に就任した。
2013年、同志社大学卒業後、ホンダヒートに加入。同年11月17日に行われたトップウェストAのJR西日本レイラーズ戦に先発出場で公式戦初出場を果たす。
2018年、ホンダヒートを退団した。